# 平将門
平 将門（たいら の まさかど、延喜3年〈903年〉? - 天慶3年2月14日〈940年3月25日〉）は、平安時代の関東の豪族。第50代桓武天皇四代の皇胤であり、平氏の姓を授けられた高望王の子で鎮守府将軍である平良将の子。
下総国・常陸国に広がった平氏一族の抗争から、やがて関東諸国を巻き込む争いへと進み、その際に国府を襲撃して印鑰を奪い、京都の朝廷朱雀天皇に対抗し「新皇」を称した。東国の独立を標榜し朱雀天皇の朝敵となったが、藤原秀郷・平貞盛らによって討伐された（平将門の乱）。
日本三大怨霊の一人として知られるが、仁義に厚く温かい人物であったとされており、現在では神様として大衆から大事に信仰されており、守護神・鎮守神として愛され、御首神社・築土神社・神田明神・国王神社等にて祭祀されている。

## 生涯

平将門像（茨城県坂東市）

### 生年
平将門の生年は9世紀終わり頃から10世紀初めとされるが、正確な生年は不詳である。一説には討ち取られた年齢が38歳（満37歳）とされることから、延喜3年（903年）とする。室町後期成立の一巻本『応仁記』（宮内庁書陵部蔵）には「将門平親王」が己酉の歳の生まれと記されており、これによれば寛平元年（889年）である。元慶8年（884年）頃とする説もある。

### 生い立ち・平氏一族の争い
父の平良将は下総国佐倉（現・千葉県佐倉市）が領地と伝えられ、同市には将門町という地名も残っているが、根拠となる史料はない。また、母の出身地である相馬郡で育ったことから「相馬小次郎」と称したとされているが、これは相馬郡に勢力があったということではなく、実際の勢力範囲は同国の豊田・猿島両郡であったと考えられている。将門は地方より15 - 16歳のころ平安京へ出て、藤原北家の氏長者であった藤原忠平を主君とする（主従関係を結ぶ）。将門は鎮守府将軍である父を持ち、自らも桓武天皇の五世であったが、藤原氏の政権下では滝口の衛士でしかなく、人柄を忠平に認められていたものの官位は低かった。将門は12年ほど在京して、当時軍事警察を管掌する検非違使の佐（すけ）や尉（じょう）を望んだが入れられなかった（日本外史や神皇正統記は「それを恨みに思って東下して反逆を犯した」とするが、現実的でなく、謀反は「制度に対しての行動」としている『山陽外史』の見方がある)。この後将門は東下する。この東下の際、伯父の平国香（平貞盛の父）らが上野国花園村（現群馬県高崎市）の染谷川で将門を襲撃したが、叔父で国香の弟にあたる平良文が将門を援護し、これを打ち破っている。
以後「平将門の乱」へつながる騒擾がおこるが、それらの原因についていくつかの説があり、いまだ確定できていない。
- 長子相続制度の確立していない当時、良将の遺領は伯父の国香や良兼に独断で分割されていたため争いが始まった、という説。
- 常陸国（茨城県）前大掾の源護の娘、あるいは良兼の娘を巡り争いが始まったとする説（『将門記』などによる）。
- 源護と平真樹の領地争いへの介入によって争いが始まったとする説[注釈 5]。
- 「源護・源護の縁者と将門の争い」ではないかとも言われている（将門が当初は伯父らと争っているため、「坂東平氏一族の争い」と見られがちだが、国香・良兼・良正は源護の娘を娶っており、将門の父の平良将とは違うことから）。
- 将門の父の平良将が鎮守府将軍時代に築いた陸奥国の基盤や、将門が拠点とした下総国猿島郡に存在した陸奥国に至るまでの常総地域の道路・内海などの交通網を巡った説[8]。

承平5年（935年）2月に将門は源護の子の源扶らに常陸国真壁郡野本（筑西市）にて襲撃されるが、これらを撃退し源扶らは討ち死にした。そのまま将門は大串・取手（下妻）から護の本拠である真壁郡へ進軍して護の本拠を焼き討ちし、その際に伯父の国香を焼死させた。同年10月、源護と姻戚関係にある一族の平良正は軍勢を集め鬼怒川沿いの新治郷川曲（八千代町）に陣を構えて将門と対峙するが、この軍も将門に撃破され、良正は良兼に救いを求め、静観していた良兼も国香亡き後の一族の長として放置できず国香の子の平貞盛を誘って軍勢を集め、承平6年（936年）6月26日上総国を発ち将門を攻めるが、将門の奇襲を受けて敗走、下野国の国衙に保護を求めた。将門は下野国国府を包囲するが、一部の包囲を解いてあえて良兼を逃亡させ、その後国衙と交渉して自らの正当性を認めさせて帰国した。
同年、源護によって出された告状によって朝廷から将門と平真樹に対する召喚命令が出て、将門らは平安京に赴いて検非違使庁で訊問を受けるが、承平7年（937年）4月7日の朱雀天皇元服の大赦によって、全ての罪を赦される。帰国後も、将門は良兼を初め一族の大半と対立し、8月6日には良兼は将門の父の良将や高望王など父祖の肖像を掲げて将門の常羽御厩を攻めた。この戦いで将門は敗走、良兼は将門の妻子（良兼の娘と孫とされる）を連れ帰る。だが弟たち（『将門記』には「舎弟と語らいて」とあり公雅や公連とされている）の手助けで9月10日に再び出奔し、将門の元に戻ってしまった。妻子が戻ったことに力を得た将門は、朝廷に対して自らの正当性を訴えるという行動に出る。そこで朝廷は同年11月5日に一つの太政官符を出した。従来、この官符は平良兼・平貞盛・源護らに対して出された将門追討の官符であると解釈されてきたが、前後の事実関係とのつながりとの食い違いが生じることから、これを公的には馬寮に属する常羽御厩を良兼・貞盛らが攻撃してしまったことによって良兼らが朝廷の怒りを買い、彼らへの追討の官符を将門が受けたと解釈する説が有力となっている。いずれにしてもこれを機に将門は良兼らの兵を筑波山に駆逐し、それから3年の間に良兼は病死し、将門の威勢と名声は関東一円に鳴り響いた。
天慶2年（939年）2月、武蔵国へ新たに赴任した権守、興世王（出自不明）と介源経基（清和源氏の祖）が、足立郡の郡司武蔵武芝との紛争に陥った。将門が両者の調停仲介に乗り出し、興世王と武蔵武芝を会見させて和解させたが、武芝の兵がにわかに経基の陣営を包囲（経緯は不明）し、驚いた経基は京へ逃げ出してしまう。京に到着した経基は将門、興世王、武芝の謀反を朝廷に訴えた。将門の主人の太政大臣藤原忠平が事の実否を調べることにし、御教書を下して使者を東国へ送った。驚いた将門は上書を認め、同年5月2日付けで、常陸・下総・下野・武蔵・上野5カ国の国府の「謀反は事実無根」との証明書をそえて送った。これにより朝廷は将門への疑いを解き、逆に経基は誣告の罪で罰せられた。将門の関東での声望を知り、朝廷は将門を叙位任官して役立たせようと議している。
この時期には将門と敵対者の戦いはあくまでも私戦（豪族間の個人的ないざこざ）とみなされ、朝廷に対する反乱であるという認識は朝廷側にはなかったと考えられている。

### 平将門の乱

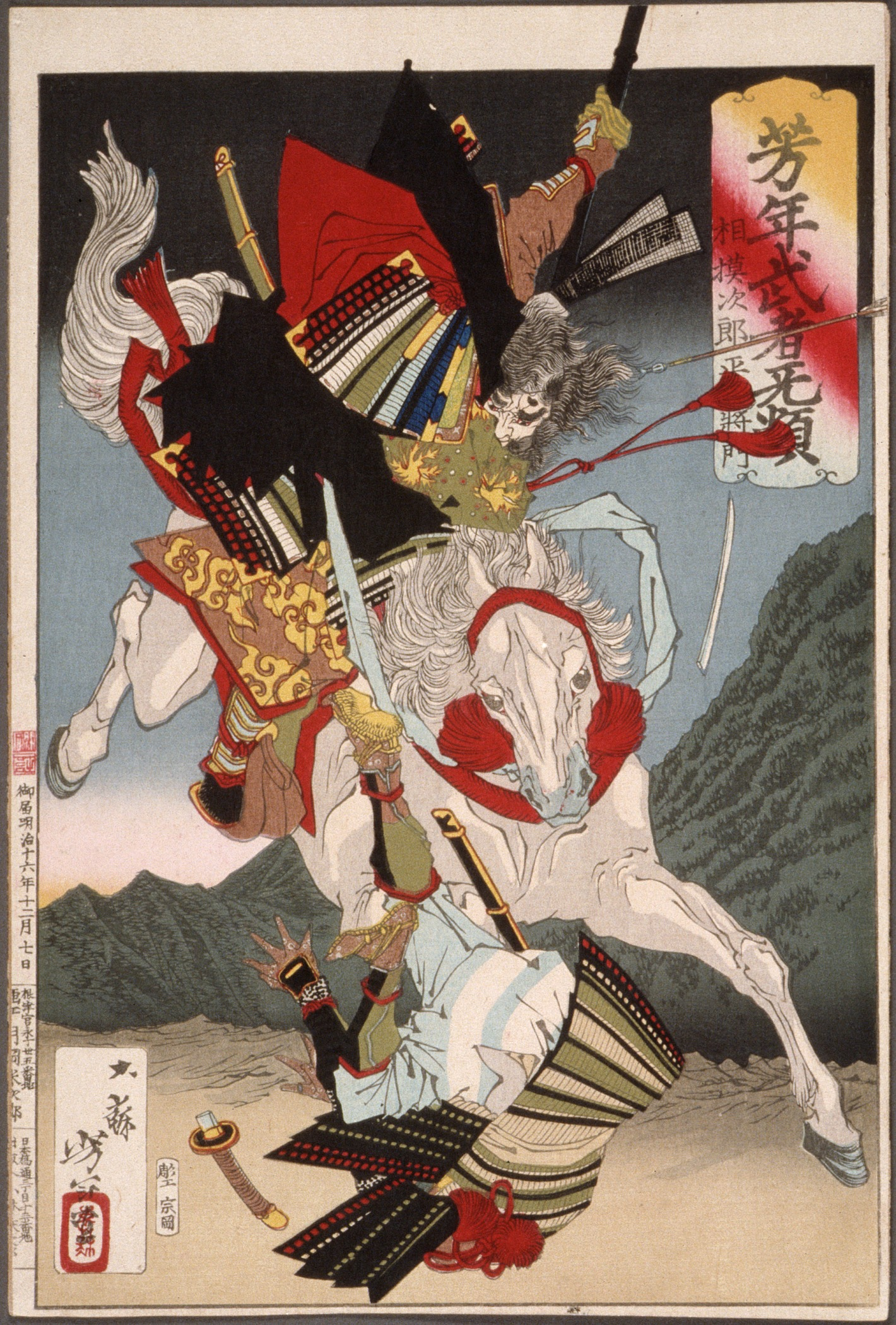
月岡芳年「芳年武者旡類 相模次郎平将門」

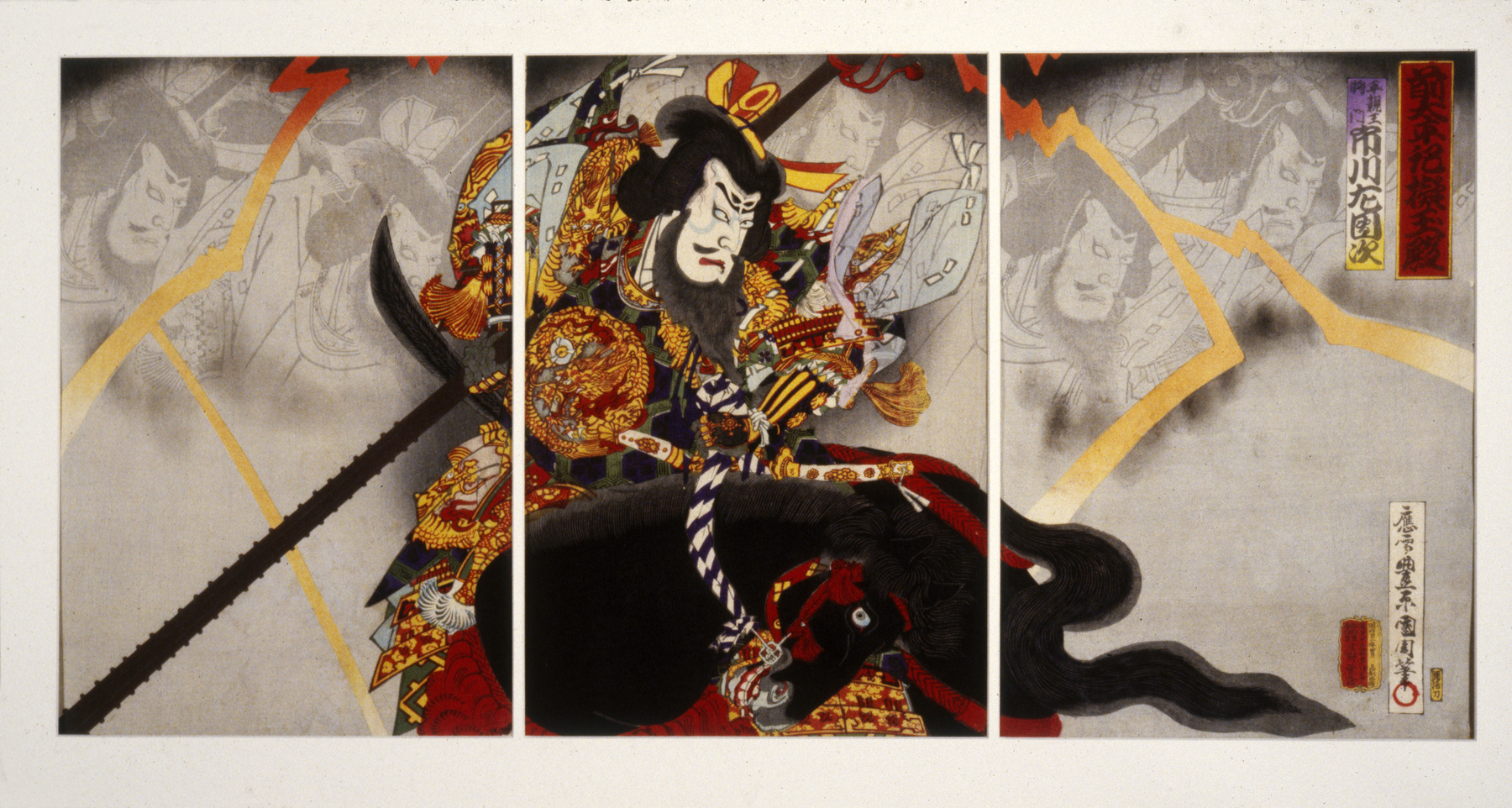
豊原国周「前太平記擬玉殿 平親王将門」

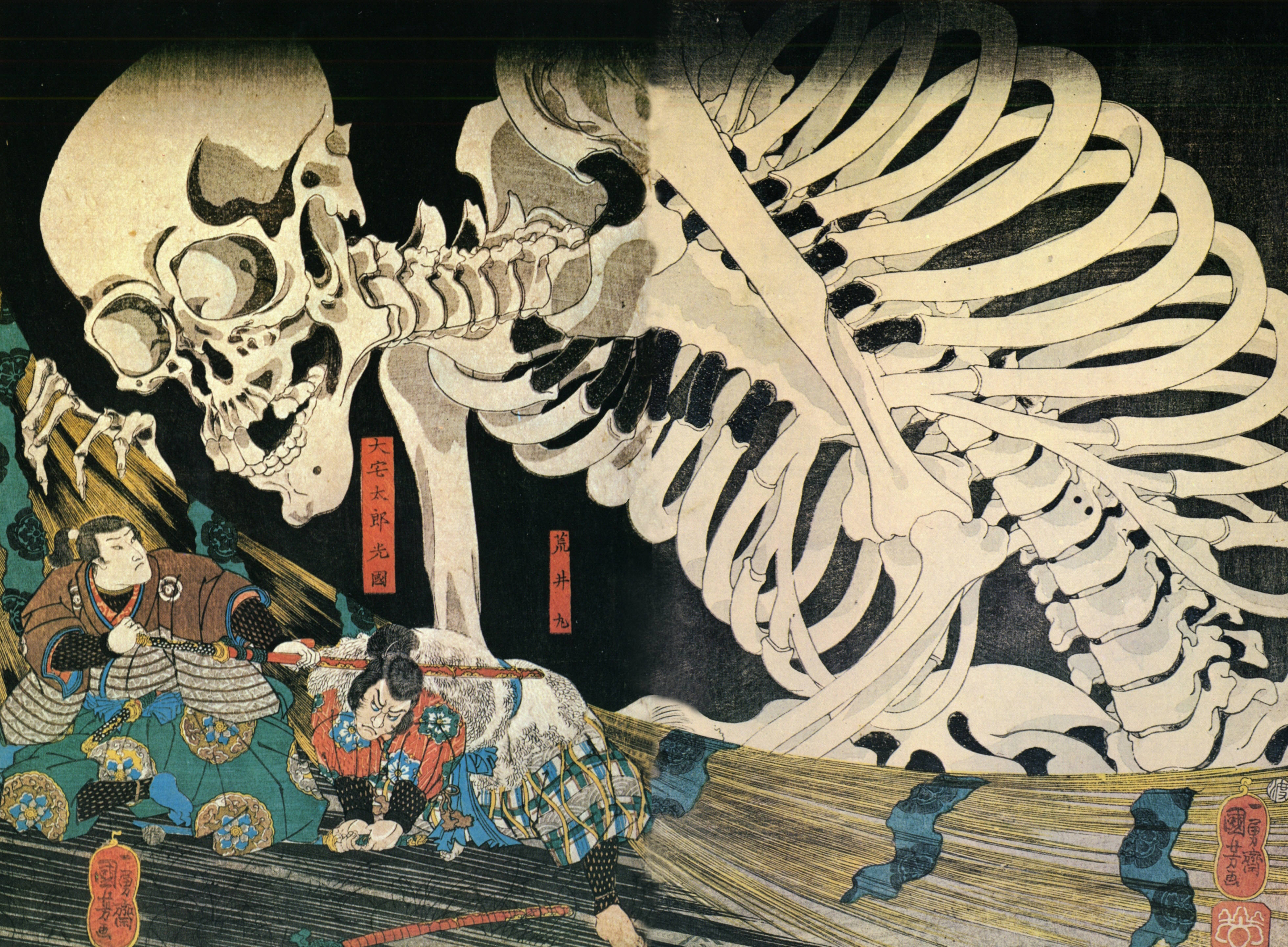
歌川国芳「相馬の古内裏」

この頃、武蔵権守となった興世王は、新たに受領として赴任してきた武蔵国守百済王貞連と不和になり、興世王は任地を離れて将門を頼るようになる。また、常陸国で不動倉を破ったために追捕令が出ていた藤原玄明が庇護（）を求めると、将門は玄明を匿い常陸国府からの引渡し要求を拒否した。そのうえ天慶2年11月21日（940年1月3日）、軍兵を集めて常陸府中（石岡）へ赴き追捕撤回を求める。常陸国府はこれを拒否するとともに宣戦布告をしたため、将門はやむなく戦うこととなり、将門は手勢1000人余ながらも国府軍3000人をたちまち打ち破り、常陸介藤原維幾はあっけなく降伏。国衙は将門軍の前に陥落し、将門は印綬を没収した。結局この事件によって、不本意ながらも朝廷に対して反旗を翻すかたちになってしまう将門は側近となっていた興世王の「案内ヲ検スルニ、一國ヲ討テリト雖モ公ノ責メ輕カラジ。同ジク坂東ヲ虜掠シテ、暫ク氣色ヲ聞カム。」との進言を受け、同年12月11日に下野に出兵、事前にこれを察知した守藤原弘雅・大中臣完行らは将門に拝礼して鍵と印綬を差し出したが、将門は彼らを国外に放逐した。続いて同月15日には上野に出兵、迎撃に出た介藤原尚範（同国は親王任国のため、介が最高責任者。藤原純友の叔父）を捕らえて助命する代わりに印綬を接収してこれまた国外に放逐、19日には指揮官を失った上野国府を落とし、関東一円を手中に収めた。八幡神と菅原道真の霊の神託が降ったことにより、「新皇」を自称するようになり、独自に除目を行い岩井（茨城県坂東市）に政庁を置いた。即位については舎弟平将平や小姓伊和員経らに反対されたが、将門はこれを退けた。菅原道真の霊がここで登場するのは、道真の子息たちが東国の国司に任命されており（菅原景行が常陸介、菅原旧風が武蔵介、菅原兼茂が常陸介）、特に兼茂は承平年間の後半ごろに常陸介であっただけでなく、『扶桑略記』には彼が父・道真の霊と対話したという逸話が記されているため、兼茂が常陸でこのことを語ったことが、将門の「新皇」即位にも影響したのではないかという説がある。
- 新皇将門による諸国の除目と素性
  - 下野守：平将頼（将門弟）
  - 上野守：多治経明（陣頭・常羽御厩別当）
  - 常陸介：藤原玄茂（常陸掾）
  - 上総介：興世王（武蔵権守）
  - 安房守：文屋好立（上兵）
  - 相模守：平将文（将門弟）
  - 伊豆守：平将武（将門弟）
  - 下総守：平将為（将門弟）

なお、天長3年（826年）9月、上総・常陸・上野の三か国は親王が太守（正四位下相当の勅任の官）として治める親王任国となったが、この当時は既に太守は都にいて赴任せず、代理に介が長官として派遣されていた。当然ながら「坂東王国」であるなら朝廷の慣習を踏襲する必要は全く無く、常陸守や上総守を任命すべきであるが、何故か介を任命している。ここでの常陸、上総の介は慣習上の長官という意味か、新皇直轄という意味か、将門記の記載のとおり朝廷には二心がなかったという意味なのかは不明である。その一方で上野については介ではなく守を任命しており、統一されていない。
将門謀反の報はただちに京都にもたらされ、また同時期に西国で藤原純友の乱の報告もあり、朝廷は驚愕する。直ちに諸社諸寺に調伏の祈祷が命じられ、翌天慶3年（940年）1月9日には源経基が以前の密告が現実になったことが賞されて従五位下に叙され、1月19日には参議藤原忠文が征東大将軍に任じられ、忠文は屋敷に帰ることなく討伐軍長官として出立したという。
同年1月中旬、関東では、将門が兵5000を率いて常陸国へ出陣して、平貞盛と維幾の子為憲の行方を捜索している。10日間に及び捜索するも貞盛らの行方は知れなかったが、貞盛の妻と源扶の妻を捕らえた。
間もなく、貞盛が下野国押領使の藤原秀郷と力をあわせて兵4000を集めているとの報告が入る。将門は諸国から召集していた軍兵のほとんどを帰国させていたこともあり手許には1000人足らずしか残っていなかったが、時を移しては不利になると考えて2月1日を期して出撃した。将門の副将藤原玄茂の武将多治経明と坂上遂高らは貞盛・秀郷軍を発見すると将門に報告もせずに攻撃を開始するも、元来老練な軍略に長じた秀郷軍に玄茂軍は瞬く間に敗走。貞盛・秀郷軍はこれを追撃し、下総国川口にて将門軍と合戦となる。将門自ら陣頭に立って奮戦したために貞盛・秀郷らもたじろぐが、時が経つにつれ数に勝る官軍に将門軍は押され、ついには退却を余儀なくされた。
この手痛い敗戦により追い詰められた将門は、地の利のある本拠地に敵を誘い込み起死回生の大勝負を仕掛けるために幸島郡の広江に隠れる。しかし貞盛・秀郷らはこの策には乗らず、勝ち戦の勢いを民衆に呼びかけ更に兵を集め、藤原為憲も加わり、2月13日将門の本拠石井に攻め寄せ焼き払う「焦土作戦」に出た。これによって民衆は住処を失い路頭に迷うが、追討軍による焼き討ちを恨むよりも、将門らにより世が治まらないことを嘆いたという。当の将門は身に甲冑をつけたまま貞盛らの探索をかわしながら諸処を転々とし、反撃に向けて兵を召集するが形勢が悪くて思うように集まらないために攻撃に転ずることもままならず、僅か手勢400を率いて幸島郡の北山を背に陣をしいて味方の援軍を待つ。しかし、味方の来援よりも先にその所在が敵の知ることとなり寡兵のまま最後の決戦の時を迎えることとなった。
2月14日未申の刻（午後3時）、連合軍と将門の合戦が始まった。北風が吹き荒れ、将門軍は風を負って矢戦を優位に展開し、連合軍を攻め立てた。貞盛方の中陣が奇襲をかけるも撃退され、貞盛・秀郷・為憲の軍は撃破され軍兵2900人が逃げ出し、わずかに精鋭300余を残すこととなってしまう。しかし勝ち誇った将門が自陣に引き返す途中、急に風向きが変わり南風になると、風を負って勢いを得た連合軍はここぞとばかりに反撃に転じた。将門は自ら馬を駆って陣頭に立ち奮戦するが、風のように駿足を飛ばしていた馬の歩みが乱れ、将門も武勇の手だてを失い、飛んできた矢が将門の額に命中し、あえなく討死した。

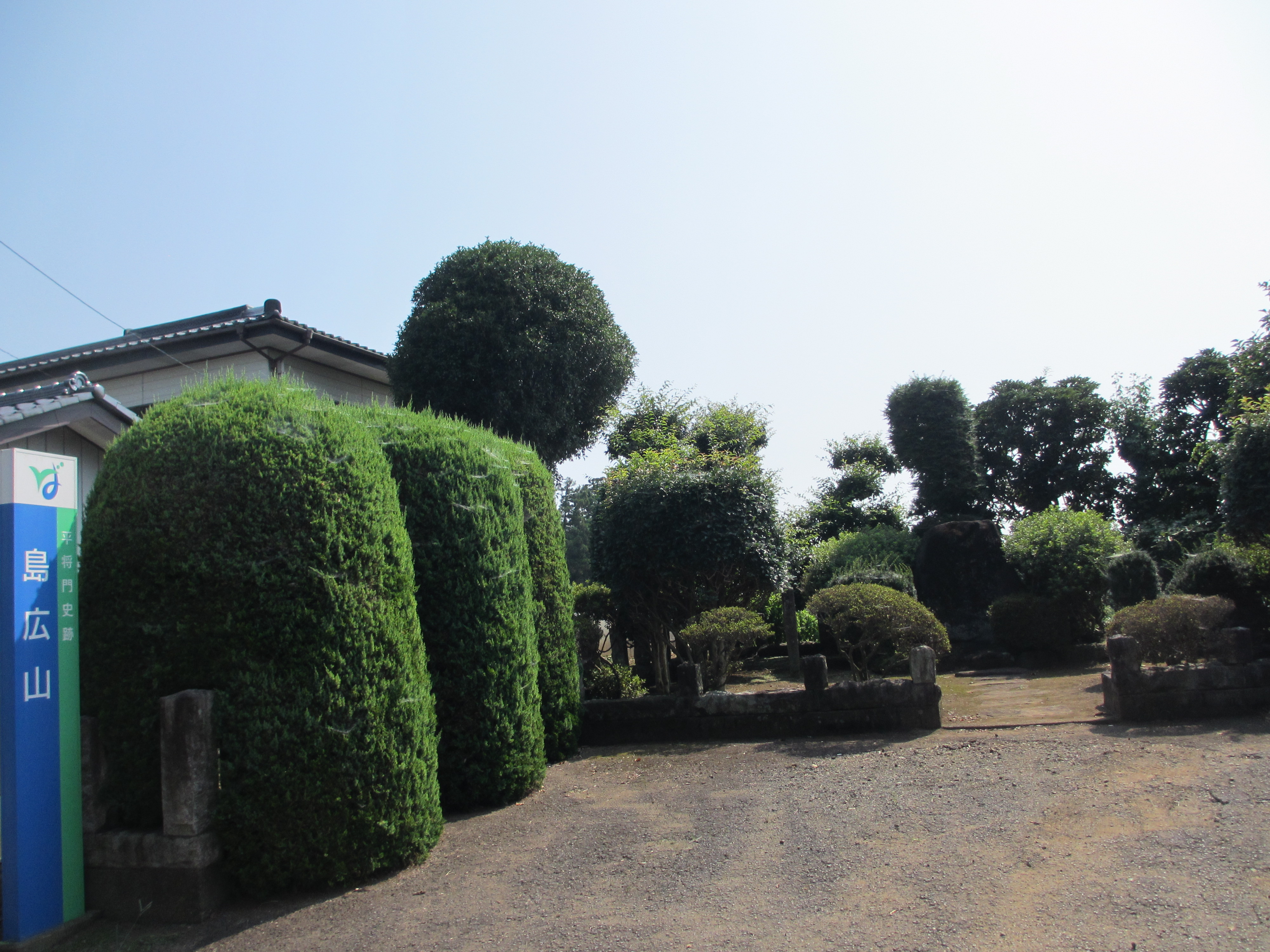
島広山石井営所跡 私鉄守谷・野田市駅からバス国王神社向い

朝廷のさらなる追討により将門の弟や子ら近親者も皆殺しにされた。将門の首は平安京にて晒し首となり、獄門が日本史上で確認されている最も古く記録された例が将門である。
この将門の乱は、ほぼ同時期に瀬戸内海で藤原純友が起こした乱と共に、「承平天慶の乱」と呼ばれる。

#### 補足
王城を下総国の亭南（柏市大津説がある）と定め、檥橋を京の山崎、相馬郡の大井の津を大津になぞらえて、左右大臣・納言・参議など文武百官を任命し、内印・外印を鋳造し、坂東に京に模した国家を樹立しようとしたとされている。

## 評価の東西差と変遷

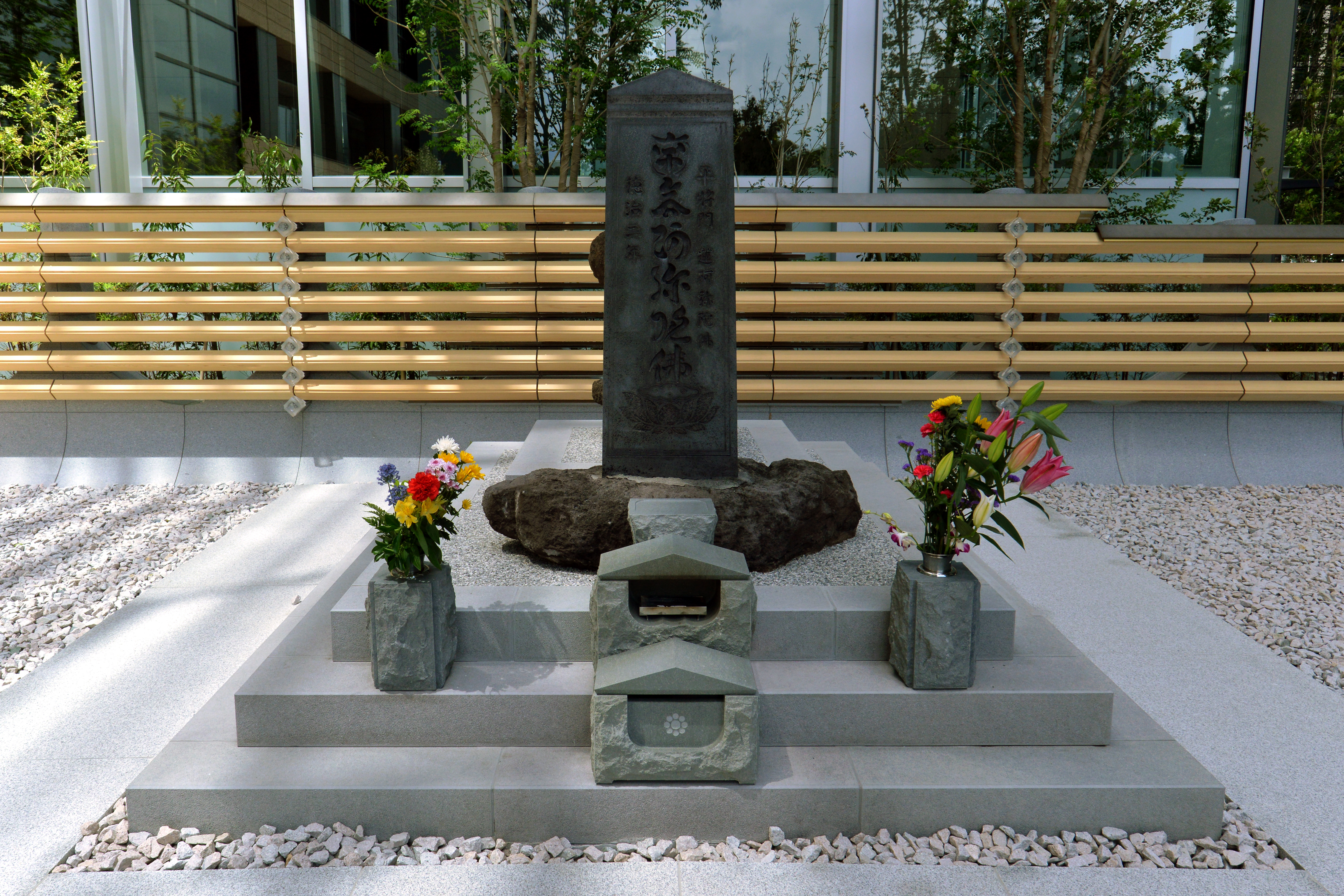
将門塚

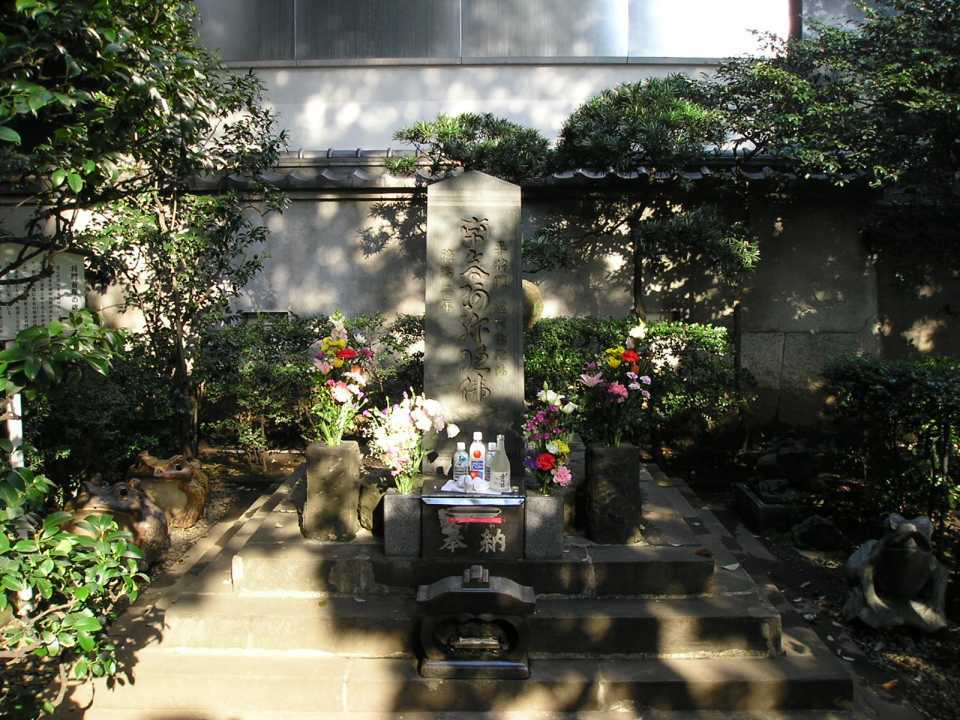
将門塚

歴史学者の川尻秋生は中世の貴族の日記に将門の名が現れるピークが大きく二つあり、一つは12世紀後半の源平争乱期、もう一つが14世紀前半の南北朝の動乱期だとしている。いずれも大きな戦乱が起きた際にその先例として将門の名が挙げられており、中央の貴族にはいわばトラウマの様な形で将門の乱が伝承されていたとしている。またこれとは別に中世以降、将門を祖先とした千葉氏を中心とした武士団により平親王や日本将軍として受け入れられ、逆臣的要素が払拭され、将門伝説が伝承されていった。将門伝説は千葉一族の分布する場所に多く見られる。また当時の史料から東国の民衆は疲弊していたことが窺えるが、その原因について環境史研究の成果から、異常気象などの天災ではなく欲にかられた為政者が起こした人災であったと考えられている。ただし延喜15年（915年）に有史上日本最大の噴火とされる十和田湖の噴火が起こっており、東北一帯を火山灰が覆い京都でもまた扶桑略記に「昼間なのに太陽が月のようであり皆不思議がった」と記されており、降灰の影響で東国でも大規模な不作が発生した可能性も存在する。そうした背景から反権力闘争を起こした将門は東国の民衆から支持を得ていたという説がある。これらから必然的に将門の評価は東西で相反するものになる。
近世の徳川時代になると東国政権という意味から、初めて坂東を横領した将門に関心が寄せられた。神田明神が江戸総鎮守となり、将門は歌舞伎や浮世絵の題材として取り上げられた。将門伝説は文芸化と共に民衆の支持を受けたといえる。その多くが将門を誇張し怨霊として描いており、滝夜叉姫の伝説などが生まれた。将門を日本三大怨霊の一つとするのもこの頃からと考えられる。
明治期には将門は天皇に逆らった賊とされ、政府の命により神田明神などの神社の祭神から外されたりした。一方で民衆の信仰は厚く将門塚を保護するため、将門の怨霊譚が喧伝されたとされる。
戦後、天皇制に関する研究が解禁され国家の発展段階が理論的に議論されると、将門の乱を中世封建社会への前段階とみなす説が現れるが、のちにこの説は勢いを失う。一方で社会には大河ドラマ(風と雲と虹と(1976年))で取り上げられた事で好意をもって広く受け入れられ、『帝都物語(1987年)』により将門＝怨霊・祟り神のイメージが定着した。従前の将門研究は文献史料を中心とし歴史学と日本文学史が大きな潮流であったが、史料の少なさからこれらには限界が見られ、今後は考古学や在地社会研究との協業作業が期待される。

## 伝説
将門伝説の研究者である郷土史家の村上春樹は将門伝説を以下のように分類している。
1. 冥界伝説（地獄に堕ちた将門の伝説「今昔物語集」・「僧妙達蘇生注記」等）
2. 調伏伝説
3. 祭祀伝説（将門を祀った神社）
4. 王城伝説（将門が建設した都の伝説）
5. 首の伝説
6. 鉄身伝説（将門は鉄身であるが､こめかみだけが肉身であると言う伝説（『俵藤太物語』）[21]）
7. 七人将門の伝説（将門の影武者の伝説、将門と行動を共にする7人のうち､影武者の6人には影がないというもの（『俵藤太物語』）[21]や、こめかみだけが肉身であることを女房の1人である小宰相が漏らしたというもの[21]。
8. 東西呼応の伝説
9. 将門一族の伝説
10. 追討者の伝説

### 調伏伝説
千葉県成田市の成田山新勝寺は、東国の混乱をおそれた朱雀天皇の密勅により寛朝僧正が、京の高雄山（神護寺）護摩堂の空海作の不動明王像を奉じて東国へ下り、天慶3年（940年）海路にて上総国尾垂浜に上陸、平将門を調伏するため下総国公津ヶ原で不動護摩の儀式を行ったのを、開山起源に持つ。
このため、将門とその家来の子孫は、1070年以上たった今でも成田山新勝寺へは参詣しないという。また、生い立ちにもある千葉県佐倉市将門に古くから住む人々も参詣しない家が多く残り、かつて政庁が置かれた茨城県坂東市の一部にも参拝を良しとしない風潮が残るとされる。築土神社や神田神社（神田明神）の氏子も、成田山新勝寺へ詣でると産土神である平将門命の加護を受けることができなくなるとの言い伝えにより、参詣しない者が多い。例年NHK大河ドラマの出演者は成田山新勝寺の節分豆まきに参加するが、将門が主人公であった1976年（昭和51年）大河ドラマの『風と雲と虹と』の出演者も成田山新勝寺の豆まきへの参加を辞退した。
尚、これらはあくまで民間伝承であり、神田明神側が出版した本では両方を参拝すると祟りが起こるということはないと明確に否定している。
現在の千葉県市川市大野地区にも、将門公伝説が多く有り縁の郷とされ、現在の市川市立第五中学校の敷地は城址と言い伝えられ、校舎の裏に将門にまつわるとされる祠も祀られている。校庭の向かいの高台に建つ「天満天神社」も、将門が勧請したという伝承を持つ。また旧くからの地元住民は、板橋の名字が多く将門様の家臣と云う説が有り、地元の人々は成田山新勝寺には行かない・参拝をすると将門様の祟りが起こる、裏切った桔梗姫にちなんで桔梗を植えない、といった言い伝えを今でも聞くことができる。

### 首の伝説
「京都 神田明神」京都市下京区新釜座町（四条通西洞院東入ル）には、民家に埋もれるようにして小さな祠がある。「天慶年間平将門ノ首ヲ晒（さら）シタ所也（なり）」と由緒書きにはある。
言い伝えでは討ち取られた首は京都の七条河原にさらされたが、何か月たっても眼を見開き、歯ぎしりしているかのようだったといわれている。ある時、歌人の藤六左近がそれを見て歌を詠むと、将門の首が笑い、突然地面が轟き、稲妻が鳴り始め、首が「躯（からだ）つけて一戦（いく）させん。俺の胴はどこだ」と言った。声は毎夜響いたという。そして、ある夜、首が胴体を求めて白光を放って東の方へ飛んでいったと言い伝えられ、頸塚は京都にはない。「太平記」に、さらしものになった将門の首級（しるし、しゅきゅう）の話が書かれている。将門の首は何か月たっても腐らず、生きているかのように目を見開き、夜な夜な「斬られた私の五体はどこにあるのか。ここに来い。首をつないでもう一戦しよう」と叫び続けたので、恐怖しない者はなかった。しかし、ある時、歌人の藤六左近がそれを見て
将門は　こめかみよりぞ　斬られける　俵藤太が　はかりごとにて。
と歌を詠むと、将門はからからと笑い、たちまち朽ち果てたという。
また、将門のさらし首は関東を目指して空高く飛び去ったとも伝えられ、途中で力尽きて地上に落下したともいう。この将門の首に関連して、各地に首塚伝承が出来上がった。最も著名なのが、東京都千代田区大手町にある将門塚である。この首塚には移転などの計画があると、事故が起こるとされ、現在でも畏怖の念を集めている。
御首神社に伝わる話では、将門の首は美濃の地で南宮大社に祭られていた隼人神が放った矢によって射落されてしまう、落ちた場所に将門を神として崇め祀り、その首が再び東国に戻らないようにその怒りを鎮め霊を慰めるために御首神社が建てられたという。
昭和の終り、東京の霊的守護をテーマに盛り込んだ荒俣宏の小説『帝都物語』で採り上げられるなどして広く知れ渡ると、「東京の守護神」として多くのオカルトファンの注目を集めるようになった。

### 将門一族の伝説
遅くとも建武4年（1337年）には成立したと見られている軍記物語『源平闘諍録』以降、将門は日本将軍（ひのもとしょうぐん）平親王と称したという伝説が成立している。この伝説によると将門は、妙見菩薩の御利生で八カ国を打ち随えたが、凶悪の心をかまえ神慮にはばからず帝威にも恐れなかったため、妙見菩薩は将門の伯父にして養子（実際には叔父）の平良文の元に渡ったとされる。この伝説は、良文の子孫を称する千葉一族、特に伝説上将門の本拠地とされた相馬御厨を領した相馬氏に伝えられた。
「新皇」と名乗った史実に反し「日本将軍平親王」としての伝説が中世近世を通じて流布した背景に、坂東の分与・独立を意味する前者を排除し、軍事権門として朝廷と併存する道を選択した源頼朝を投影したものだとする関幸彦の指摘がある。

## 系譜

### 先祖
桓武天皇の曾孫の高望王が、寛平元年（889年）平姓を賜わり平高望となる。昌泰元年（898年）に上総介に任じらる。当時の国司は任国へ赴任しない遥任国司であることが常であったが、高望は一族を連れて東下した。そのころ東国では騒乱が多発しており、高望一族には東国鎮撫が期待されていたと考えられる。高望の子らは土豪と血縁関係を結び、後の坂東平氏となる。

### 父母
- 父：平良持 - 平高望の三男。従四位下・鎮守府将軍[24]。尊卑文脈などの史料は良将とする。墓は常総市蔵持に伝承が残る[25]。
- 母：一部の系譜には縣犬養春枝の娘と記載される[24][26]。縣犬養氏は土豪だと言われ、万葉集にみえる縣犬養浄人(奈良時代に下総少目を務める)の末裔とする説[27][28]もあるが、これらには確証はない[29]。茨城県取手市には縣犬養春枝の屋敷跡との伝承が残る[25]。

### 妻
将門の婚姻関係については確たる史料がなく、将門記の堀越渡しの合戦にて「将門の妻は夫を去って留められ、怨み少なからず、その身生きながら魂は死するが如し」などと記されるのみである。この妻が誰であるのかについては諸説ある。
- 平良兼の娘 - 『将門略記』に良兼と将門は「舅甥の仲」と書かれている事から、娘が将門に嫁いでいたとする説[30][31]。これを補足する説として、堀越渡しの合戦で妻が奪われた(原文：妻子同共討取)のは妻が将門の元にいる事を意味し、当時の婚姻制度（通い婚）にそぐわず、将門は妻を良兼の反対を押し切り連れ去っていたとする説[32]や、その後に「然る間、妾(妻の意)の舎弟ら、謀を成し九月十日をもって豊田郡に環り向かわしむ」とあることから、舎弟とは妻の兄弟でなおかつ妻を開放できる立場にあった者、つまり良兼の息子であったとする説[33]がある。
- 君の御前 - 将門の妻は平真樹の娘であるという伝承が茨城県桜川市に伝わる。この伝承によると、将門記の堀越渡しの合戦にて開放された妾(良兼の娘)と討取られた妻は別人で、討取られた妻こそが君の御前であるとする。亡くなった妻を弔ったのが茨城県桜川市大国玉にある后神社(新皇の妻という意味で后)であるという[34]。また異なる説として、これを逆とする(討取られた君の御前が愛妾で、妻は良兼の娘)とする説[35]もある。

将門の側室（愛妾）について伝承が数多く伝わるが、伝説あるいは創作の域を出ない。
- 桔梗の前 - 桔梗、桔梗姫、桔梗御前ともいう。伝承地により内容が異なるが、「将門の寵姫のなかでもとりわけ寵愛が深かったが、俵藤太秀郷に内通して将門の秘密を伝えた故に将門は討たれ、自身も悲劇的な最期を遂げる」というのが大筋である[36]。また、関連する伝説として桔梗忌避伝承も多い[37]。
- 小宰相 - 香取郡佐原領内の長者牧野庄司の娘で、将門がこの地に逗留した際に目に留まり竹袋の城に囲われたと伝わる(千葉県香取市)。小宰相の名は御伽草子『俵藤太物語』にも見えるが、こちらでは桔梗の前との共通点が多い[38]。
- 御代の前 - 京人の管野某の妻で、管野が将門調伏を志すと共に東下し、将門の妾として大野の城に入り、内情を夫に知らしめたと伝わる(千葉県市川市・御代院伝)[38]。
- 車の前 - 乱の後に千葉県柏市大井に遁れて、将門の菩提を弔ったと伝わる(千葉県柏市大井)。また『相馬系図』によると中村庄司の娘が乱が起こったとき懐妊しており、将門は伯父中村才治に命じて在所の大井に疎開させたとあり、『千葉県東葛飾郡誌』はこの娘が車の前であるとしている[39]。
- 和歌の前 - 茨城県結城市に将門の愛妾で和歌の前の墓が伝わる。和歌が巧みで、将門が下野国府を攻めた際に玉村の某との婚礼を襲い略奪され、この地の綾戸城に囲われたと伝わる(茨城県結城市)[40]。
- 苅萱姫（さくらひめ） - 茨城県美浦村には国香の家臣であった大須賀内記の娘で、将門の死後に身籠っていた信太小太郎文国を生んだと伝わる。文国が育ったとされる信太郡(茨城県稲敷郡美浦村大字信太)は大須賀氏の領地である[41]。

### 子
『扶桑略記』の天徳四年（960年）10月2日条に「将門の息子が入京したとの噂がたち、検非違使らが探索をした」との記載がある。そのような息子が実在していたのかは定かではないが、将門の死後20年経ってもなお、朝廷には将門末裔への警戒心があったことが推測できる。
千葉氏は将門の娘の如春尼、相馬氏は息子の将国の子孫であると家系図などで伝わる。また『源平闘諍録』には将門の叔父の平良文は将門の養子になったとも伝わる。ただしこれらの伝承は、千葉一族が脆弱な在地支配や一族の結束を強化するために将門を家系に取り込んだものとし、12世紀～13世紀ごろに成立した創作とする研究がある。
- 平良門 - 将門の長男とされる人物。良門は将門の復讐を果たすべく挙兵するという話が歌舞伎などで知られているが、そのような事件は史料には残っておらず近世の創作とされる。 また良門の子には蔵念という僧がいたという伝承がある(『今昔物語集』)[44]。
- 平将国 - 将門の次男と伝わる人物で、乱ののちに信太郡に逃れて信太氏を名乗ったとされる。相馬家には将国の子孫の信田師国が相馬師常を養子に迎え、相馬家となったと伝わる(『相馬当家系図』など)[45]。なお、将国の子とされる信太小太郎文国は幸若舞の信田のモデルとされる[46]。
- 五月姫 - 将門の娘とされる伝説上の人物で、妖術使いとして浄瑠璃などで描かれる。茨城県つくば市には滝夜叉姫の墓と伝わる石板がある。
- 如春尼 - 将門の次女とされる人物。千葉氏などの系図には平忠頼に嫁ぎ、平忠常や平将恒を生んだとされるが、詳細は不明[47]。
- 如蔵尼 - 将門の三女とされる人物。将門の死後、奥州の恵日寺に逃れ寺の傍らに庵を結んだとされる。国王神社は如蔵尼が将門の三十三回忌に創建したと伝わる[48]。

## 関連寺社

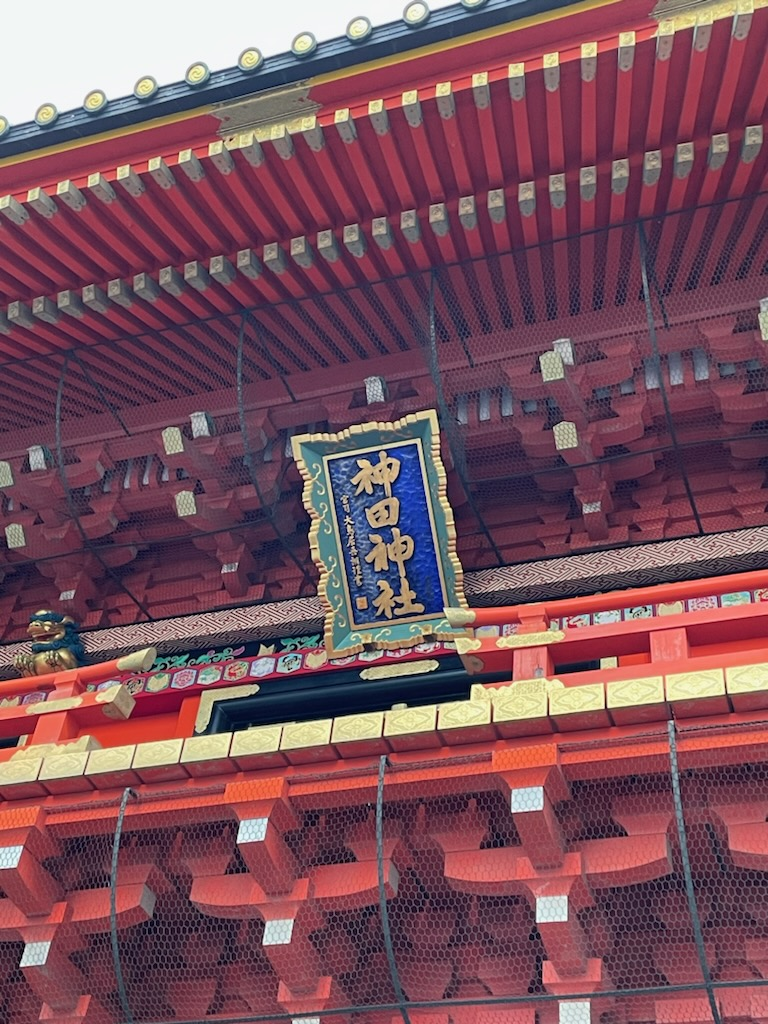
神田明神 神額 大鳥居吾朗 謹書

- 神田明神 - 東京都千代田区にある神社。三之宮に除災厄除の神様「平将門命（まさかど様）」として祀る。明治7年（1874年）に一時、摂社・将門神社に遷座されたが、昭和59年（1984年 ）に再び本殿に奉祀された[49]。
- 京都神田明神 - 京都市下京区にある祠。空也が将門の首級を祀り祟りを鎮め厚く供養し建立した小祠と伝わる[50]。
- 帝立山妙善寺 - 千葉県東金市にある寺院。東金市御門（みかど）にある。地名は新皇を名乗った将門に因む。将門が慈母桔梗の前の菩提を弔うために天慶元年（938年）４月、真言宗の一刹を建立し京の都より貞観法師を迎え開基したと伝えられる。戦国期に上総七里法華によって改宗、現在は顕本法華宗寺院である。
- 香取神社 - 東京都江東区にある神社。天慶年間（938年～947年）、藤原秀郷が当社で将門討伐の戦勝祈願をし、成就したことから弓矢を奉納し、「勝矢」と命名した由緒から今日ではスポーツの神として崇敬を集める[51]。神田明神 社殿

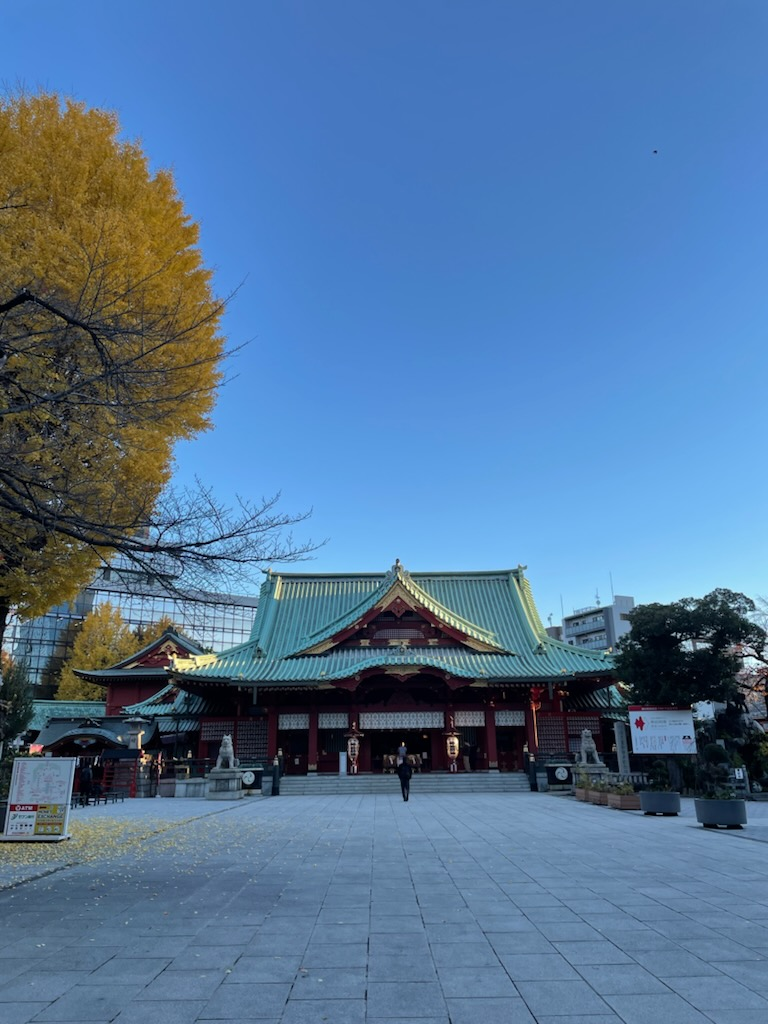
神田明神 社殿

- 國王神社 - 将門終焉の地とされる茨城県坂東市にある神社。将門の三女・如蔵尼が、父の最期の地に庵を建てたのが国王神社の創建とされ、父の三十三回忌に当たって刻んだ「寄木造 平将門木像」を神体とする[52]。
- 将門塚 - 東京都千代田区東京メトロ大手町駅から徒歩3分のところにある。首を供養するために石碑が建てられている。
- 神田山延命院 - 茨城県坂東市にある真言宗智山派の寺院。将門の遺体を葬った胴塚がある。その胴塚を抱くように大きなかやの木が立っており、西側には、1975年（昭和50年）に東京都大手町の将門首塚から移された「南無阿弥陀仏」の石塔婆が建てられている。[53]
- 駒形大神社 - 千葉県市川市にある神社。将門がこの地に出城を設けたという伝説があり、将門も祭神として祀られる[54]。
- 相馬神社 - 福島県相馬市にある神社。境内の国王社に素戔嗚尊と相馬氏の祖と伝えられる平将門をあわせて祀る[55]。
- 長禅寺 - 茨城県取手市にある寺院。承平元年（931年） 将門が祈願寺として創建したと伝わる[56]。
- 築土神社 - 東京都千代田区にある神社。「相殿神」として将門を祀る。将門は東国においては英雄として祀り上げられるも、明治になると皇国史観の影響もあり、将門を「逆賊」のように評する風潮も見受けられた。それまで築土神社では将門を唯一の祭神としていたが、明治7年（1874年）社格を意識して便宜上、天皇と関わりの深い神である天津彦火邇々杵尊を霧島神宮より勧請してこれを「主神」とし、将門を「相殿神」として祀るようになった[57][58]。
- 七ツ石神社 - 山梨県丹波山村と東京都奥多摩町の境界の山、七ツ石山にある神社。山名の由来である頂上の露岩には、将門の影武者七人衆のわら人形を作り並べて敵がそれを射貫いた瞬間、岩に変化したという伝説がある[59]。
- 御首神社 - 岐阜県大垣市にある神社。南宮神社で将門の首が関東に戻ることにより再び乱の起こることを恐れ祈願したところ、神社に座す隼人神が矢をつがへ東に飛びゆく将門の首を射落とした。この首が落ちた荒尾の地に将門を神として崇め祀ることによって再びその首が関東に戻らぬよう、その怒りを鎮め霊を慰めるために創建されたのが御首神社であると伝わる[60]。
- 八幡の藪知らず - 千葉県市川市にある禁足地。一説に将門が朝廷軍と戦ったとき、将門軍の鬼門に当たった場所であるとされる[61]。
- 奈良の大仏 - 千葉県市原市 にある釈迦如来 像。創建の目的は不明だが、将門が関わったという伝承がある[62] 。
- 鎧神社 - 東京都新宿区にある神社。一説に、藤原秀郷が重病を得た時、将門の鎧を円照寺内に埋め、一祠を建てて将門の霊を弔ったところ病が癒えたという[63]。
- 兜神社 - 東京都中央区の神社。境内には、「兜岩」とよばれる岩があり、なぜ兜岩と呼ばれるのかは諸説あるが、その一説が、940年（天慶3年）、将門を討ち取った秀郷が、岩がある当地で将門の兜を地中に埋めて供養したというもの[64]。この岩が「日本橋兜町」の地名の由来となっている。
- 将門神社と首洗い井戸。千葉県我孫子市日秀に築かれた賀沼を眼下の望む高台南端に鎮座する神社。近くに「首洗い井戸（将門の井戸）」がある。将門神社（奥多摩）神額　 　　　 神田神社神宮 大鳥居吾朗 謹書

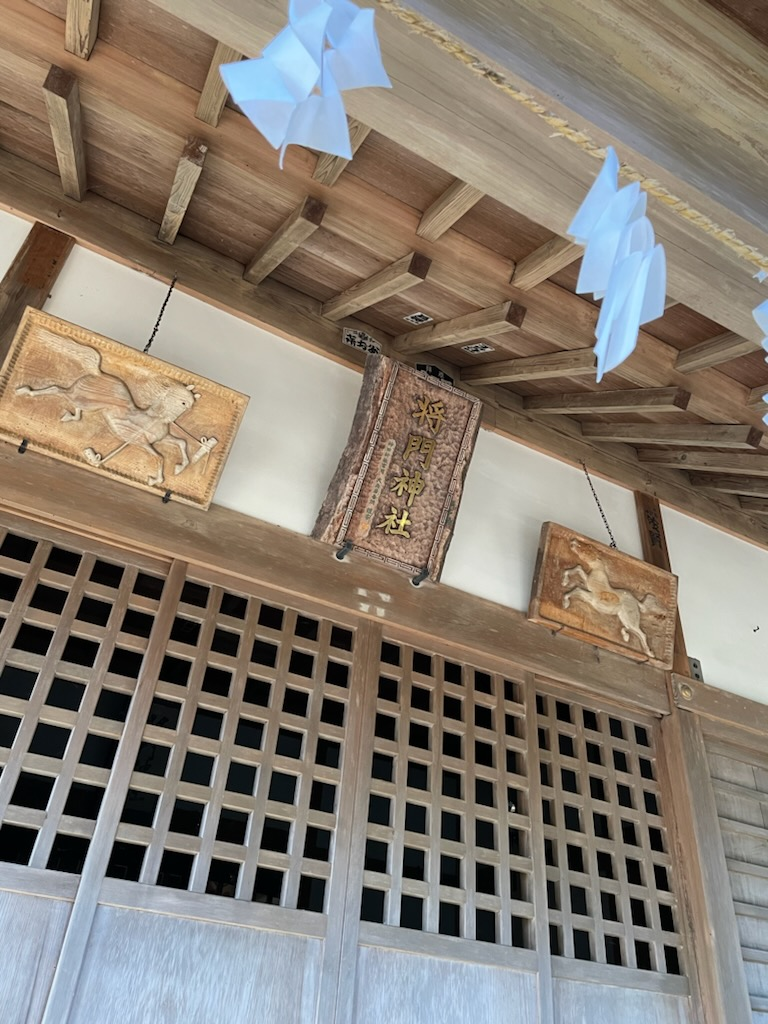
将門神社（奥多摩）神額　 　　　 神田神社神宮 大鳥居吾朗 謹書

- 将門神社 - 東京都西多摩郡奥多摩町棚沢178にある神社で、かつて日本武尊の祭った多摩八座の一といわれる穴沢天神があった地に、鎮守府将軍藤原利仁が陣中衛護の神として八干戈命を祭って多名沢神社を起こし、その後に将門の長男良門が亡き父の像を刻んで祀って以来、社号を平親王社と呼ぶようになったと伝わる。多摩川流域を領した三田弾正忠平次秀は将門宮を再修して地域の総鎮守とし、江戸期には棚澤村東部地区の鎮守であった。明治41年古里村棚澤の熊野神社に合祀されたものの、昭和50年に地域住民が神社を再建した。
- 日秀観音 - 千葉県我孫子市。平将門の守り本尊と伝えられる観世音菩薩。
- 首曲（くびまがり）地蔵。我孫子市日秀にあり、将門調伏を祈願した成田不動尊を嫌い、成田に顔を背（そむ）けた姿といわれる。

## 関連作品

### 史料
将門および将門の乱を研究する際に基礎資料となるのは『将門記』であるが、現存写本は冒頭部分が欠落している。これを補う史料として原本を読み抄出したと思われる史料が『将門略記』と『歴代皇紀』である。また、同時代に伝承を集めた『今昔物語集』や当時の日記などを編纂した史料も参考にできる。

#### 軍記物語
- 『将門記』 将門の乱を描いた軍記物語。成立年に諸説あり。
- 『将門略記』 将門記の抄出文献
- 『源平闘諍録』 平家物語の異本とされる軍記物語。将門と千葉氏、妙見信仰について改作が見られ、南北朝時代に成立した見られる。
- 『前太平記』 江戸初期に成立の通俗史書。歌舞伎の題材として盛んに用いられた。

#### 説話集
- 『今昔物語集』 平安時代末期に成立したと見られる説話集。巻二十五第一話に将門の乱が記載されている。

#### 編纂資料
- 『歴代皇紀』 南北朝時代から室町時代にかけてに書かれた年代記。皇代暦とも呼ばれる。
- 『日本紀略』 平安時代に編纂された歴史書
- 『扶桑略記』 平安時代の私撰歴史書
- 『本朝世紀』 平安時代末期に編纂された歴史書

#### 日記
- 『貞信公記』 藤原忠平の日記
- 『外記日記』 外記が記した日記

### 浄瑠璃・歌舞伎
歌舞伎や浄瑠璃では将門の娘（滝夜叉姫、俤姫）の復讐譚が多く題材とされている。
- 『信田』幸若舞（1551年）
- 『関八州繋馬』 近松門左衛門 （1724年）
- 『吾妻花相馬内裡』 （1764年）
- 『金幣猿島郡』4世鶴屋南北(なんぼく)作。1829年（文政12）11月初演。
- 『忍夜恋曲者（将門）』歌舞伎舞踊・常磐津節（1836年）

### 史伝
- 『平将門』幸田露伴（1925年）
- 『平将門』大岡昇平（1965年）

### 小説
- 『善知安方忠義伝』山東京伝（1806年）
- 『昔語質屋蔵』曲亭馬琴（1810年）
- 『平の将門』 吉川英治 （1952年）
- 『平将門』 海音寺潮五郎 （1955-1957年）
- 『帝都物語』 荒俣宏 （1985-1987年）
- 『平将門 湖氷の疾風』  童門冬二 （1993年）
- 『一千年の陰謀 平将門の呪縛』井沢元彦（1999年）、角川書店、ISBN 978-4041662144
- 『平将門 射止めよ、武者の天下』 高橋直樹 （2002年、文庫題『平将門 黎明の武者(つわもの)』）
- 『中央構造帯（上）（下）』 内田康夫 （2002年）
- 『平安流風』 桑山泰雄 （2002年）、新風舎、ISBN 978-4797421170
- 『巨海に出んと欲す』金重明（2003年）、講談社、ISBN 4-06-211714-2
- 『QED〜ventus〜御霊将門』高田崇史（2006年）、講談社、ISBN 4-06-182493-7
- 『陰陽師 瀧夜叉姫（上）（下）』 夢枕獏 （2008年）
- 『鬼門の将軍』高田崇史（2017年）、新潮社、ISBN 978-4-10-339332-0
- 『捨ててこそ空也』梓澤要（2013年）、新潮社、のち文庫
- 『落花』澤田瞳子（2021年）、中央公論新社、ISBN 978-4-12-207153-7

### 映像作品
- 『平親王将門』（1912年、横田映画、演：尾上松之助）
- 『平将門討伐絵巻』（1932年、合同映画）
- 『風と雲と虹と』（1976年、NHK大河ドラマ、演：加藤剛）[66]
- 『陰陽師』（2020年、テレビ朝日、演：菅田俊）
- 『ねこねこ日本史』（Eテレテレビアニメ、声：小林ゆう） - 原作漫画第3巻にも主役の一人として収録登場している。

### 戯曲
- 『平将門』眞山青果（1925年）
- 『幻に心もそぞろ狂おしのわれら将門』 清水邦夫 （1976年）

### 演劇
- 『蒼の乱』（2014年、劇団☆新感線、作：中島かずき、演：松山ケンイチ）

### ゲーム
- 『女神転生』シリーズ -東京の守護神としては歌舞伎役者のような意匠で、また祟り神側面では荒武者や生首、岩山のような巨人の姿で登場している。
- 『桃太郎電鉄』シリーズ-彼の名前をもじったと思われる、全員の所持金を平均化する効果を持つ「たいらのまさカード」が登場する。

### 楽曲
- 『東雲』さくらゆき（2020年、作詞：北織さよ、作曲：伊勢賢治）

## 祭り
- 将門まつり
- 相馬野馬追